# Magic Trackpad
De Magic Trackpad is een multi-touch touchpad, geproduceerd door Apple Inc. De Magic Trackpad kwam uit op 27 juli 2010, en was het vergelijkbaar met de touchpad op de MacBook, hoewel hij 80% groter was. De Magic Trackpad heeft hetzelfde design als het oorspronkelijke Apple (Wireless) Keyboard. Hij kan worden gebruikt op computers met besturingssysteem Mac OS X 10.6 en hoger, en wordt verbonden door middel van bluetooth. Hij werkt op twee AA-batterijen.

## Magic Trackpad 2
Op 13 oktober 2015 bracht Apple de tweede generatie Magic Trackpad uit, met z.g. Force Touch techniek. De trackpad was opnieuw ontworpen en de vormgeving sloot aan bij het Magic Keyboard van Apple. Het oppervlak is nu gevoelig voor druk; hiermee kan de gebruiker extra functies activeren. De trackpad werkt op een ingebouwde lithium-ion-accu die wordt opgeladen via een Lightning-aansluiting aan de achterzijde.